# ジュリア・グリーンシールズ
ジュリア・グリーンシールズ（Julia Greenshields、1992年2月12日 - ）は、カナダの女子ラグビー選手。

## プロフィール
- カナダ・サーニア出身[1]。
- ポジションはロック(LO)。
- 身長 165cm、体重 62kg

## 略歴
2021年、東京五輪の7人制女子カナダ代表に選ばれた。